# وزارة الجيش الأمريكية

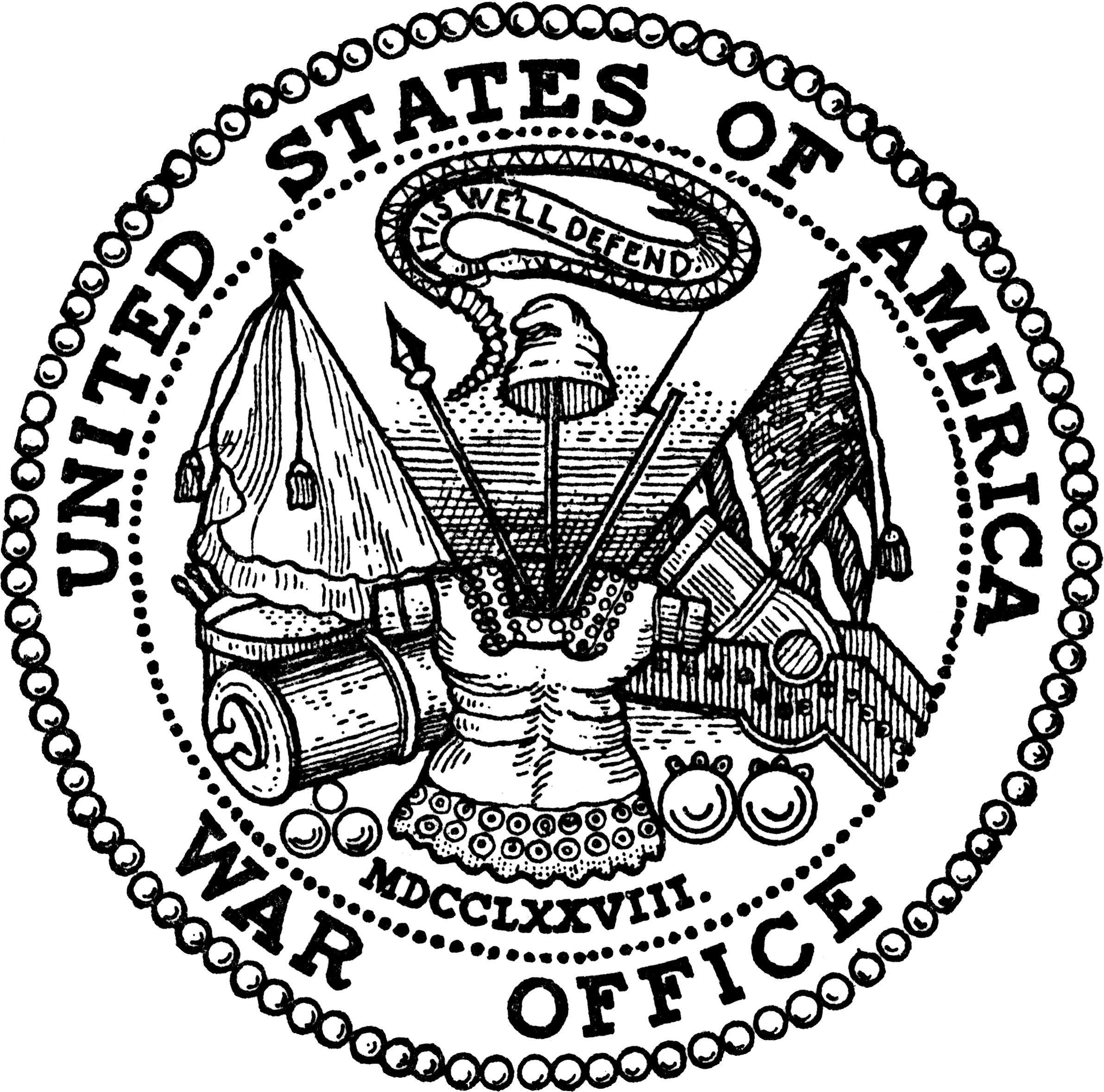
ختم وزارة الحرب (1789–1947)

وزارة الجيش الأمريكية هي إحدى الإدارات العسكرية الثلاث التابعة لوزارة الدفاع الأمريكية. وزارة الجيش هي الوكالة الحكومية الفيدرالية التي يتم تنظيم جيش الولايات المتحدة ضمنها، ويقودها وزير الجيش، الذي يتمتع بسلطة قانونية لإدارة شؤونها ووضع اللوائح لحكومتها، مع مراعاة حدود القانون وتوجيهات وزير الدفاع والرئيس.
وزير الجيش هو مسؤول مدني يعينه الرئيس ويوافق عليه مجلس الشيوخ. الضابط العسكري الأعلى رتبة في الوزارة هو رئيس أركان الجيش، وهو أيضًا عضو في هيئة الأركان المشتركة. ومن بين كبار المسؤولين الآخرين في الوزارة وكيل وزارة الجيش (النائب الرئيسي للوزير) ونائب رئيس أركان الجيش (النائب الرئيسي لرئيس الأركان).
تأسست وزارة الحرب في الأصل عام 1789 كوزارة تنفيذية للولايات المتحدة وتم تقسيمها بموجب قانون الأمن القومي لعام 1947 إلى وزارة الجيش ووزارة القوات الجوية في 18 سبتمبر 1947. وبموجب التعديلات التي أدخلت على قانون الأمن الوطني لعام 1947 في عام 1949، تحولت إدارة الجيش إلى وضعها الحالي.

## الهيكل التنظيمي

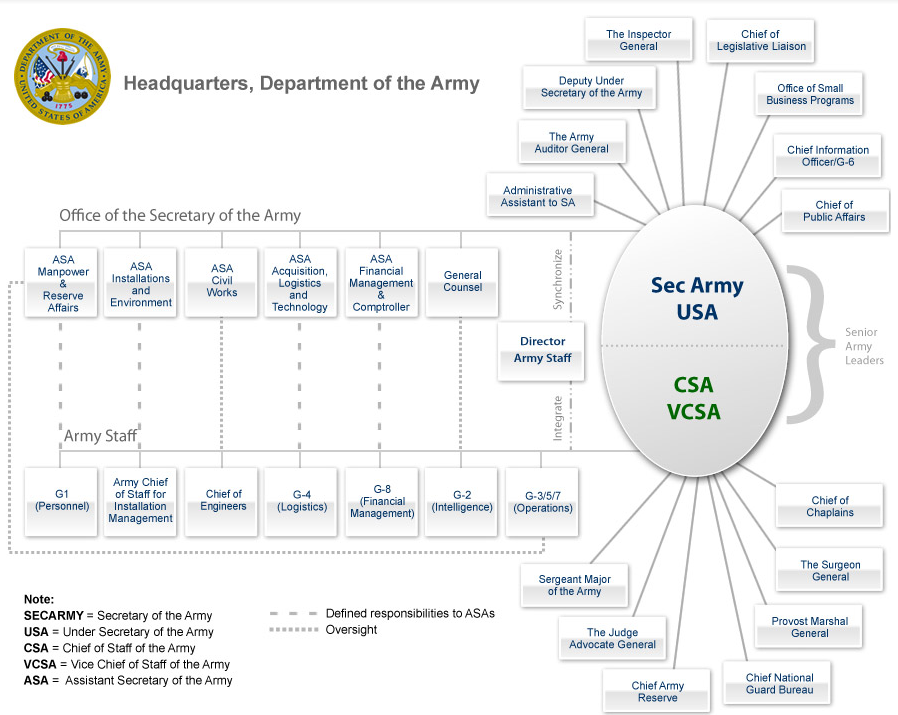
مخطط يوضح تنظيم قيادة الجيش اعتبارًا من عام 2010.

وزارة الجيش هي إدارة عسكرية تابعة لوزارة الدفاع الأمريكية. يرأس الوزارة وزير الجيش، والذي بموجب القانون يجب أن يكون مدنيًا، ويتم تعيينه من قبل الرئيس بتأكيد من مجلس الشيوخ الأمريكي. يعتبر وزير الجيش مسؤولاً ولديه السلطة لإدارة جميع شؤون وزارة الجيش، مع مراعاة سلطة وتوجيه وسيطرة وزير الدفاع. ينقسم قطاع الجيش بين مقره في مقر الحكومة والمنظمات الميدانية للجيش.
بتوجيه من وزير الدفاع، يقوم وزير الجيش بتعيين قوات الجيش، باستثناء تلك الوحدات التي تؤدي واجبات مذكورة في قانون الولايات المتحدة رقم 7013  (أي التنظيم والتدريب والتجهيز) أو ما لم يتم توجيهه خلاف ذلك إلى القيادة العملياتية لقادة القيادات القتالية. فقط وزير الدفاع (والرئيس) لديه السلطة للموافقة على نقل القوات من وإلى القيادات القتالية بموجب قانون الولايات المتحدة رقم 162. 

### تنظيم
يتكون المقر الرئيسي لوزارة الجيش، وهو المكتب الرئيسي للوزارة الذي يمارس وظائف توجيهية وإشرافية، من هيئتين منفصلتين: مكتب وزير الجيش، الموظفون المدنيون بشكل أساسي؛ وهيئة أركان الجيش مع الموظفين العسكريين بشكل أساسي. ويتم تنظيم مكتب الوزير وهيئة الأركان العامة للجيش على أسس مماثلة، حيث يشرف المدنيون والضباط العسكريون على مجالات برامج مماثلة. 
| المدنيون (مكتب الوزير)                                | العسكريون (هيئة أركان الجيش)                                         |
| ----------------------------------------------------- | -------------------------------------------------------------------- |
| مساعد الوزير لشئون القوى العاملة والاحتياط            | نائب رئيس الأركان للأفراد نائب رئيس الأركان للعمليات والخطط والتدريب |
| مساعد الوزير للمنشآت والطاقة والبيئة                  | نائب رئيس الأركان للمنشآت                                            |
| مساعد الوزير للأعمال المدنية                          | رئيس المهندسين                                                       |
| مساعد الوزير لشؤون المشتريات واللوجستيات والتكنولوجيا | نائب رئيس الأركان للوجستيات                                          |
| مساعد الوزير للإدارة المالية                          | نائب رئيس الأركان للإدارة المالية                                    |
| المستشار العام للجيش                                  | نائب رئيس الأركان للاستخبارات                                        |
| رئيس قسم المعلومات في الجيش                           | نائب رئيس الأركان للاتصالات وتكنولوجيا المعلومات                     |

#### مكتب الوزير
يتولى قيادة المكتب وزير الجيش، بمساعدة وكيل الوزارة والمساعد الإداري، وهو المسؤول المدني الأقدم في الوزارة. ينقسم مكتب وزير الجيش، المعروف أيضًا باسم أمانة الجيش، إلى فروع متعددة ذات مسؤوليات وظيفية، وأهم ستة منها يرأسها أحد مساعدي الوزير الخمسة أو المستشار العام للجيش، وكل منهم من المدنيين الذين يعينهم الرئيس ويؤكدهم مجلس الشيوخ.

#### هيئة أركان الجيش

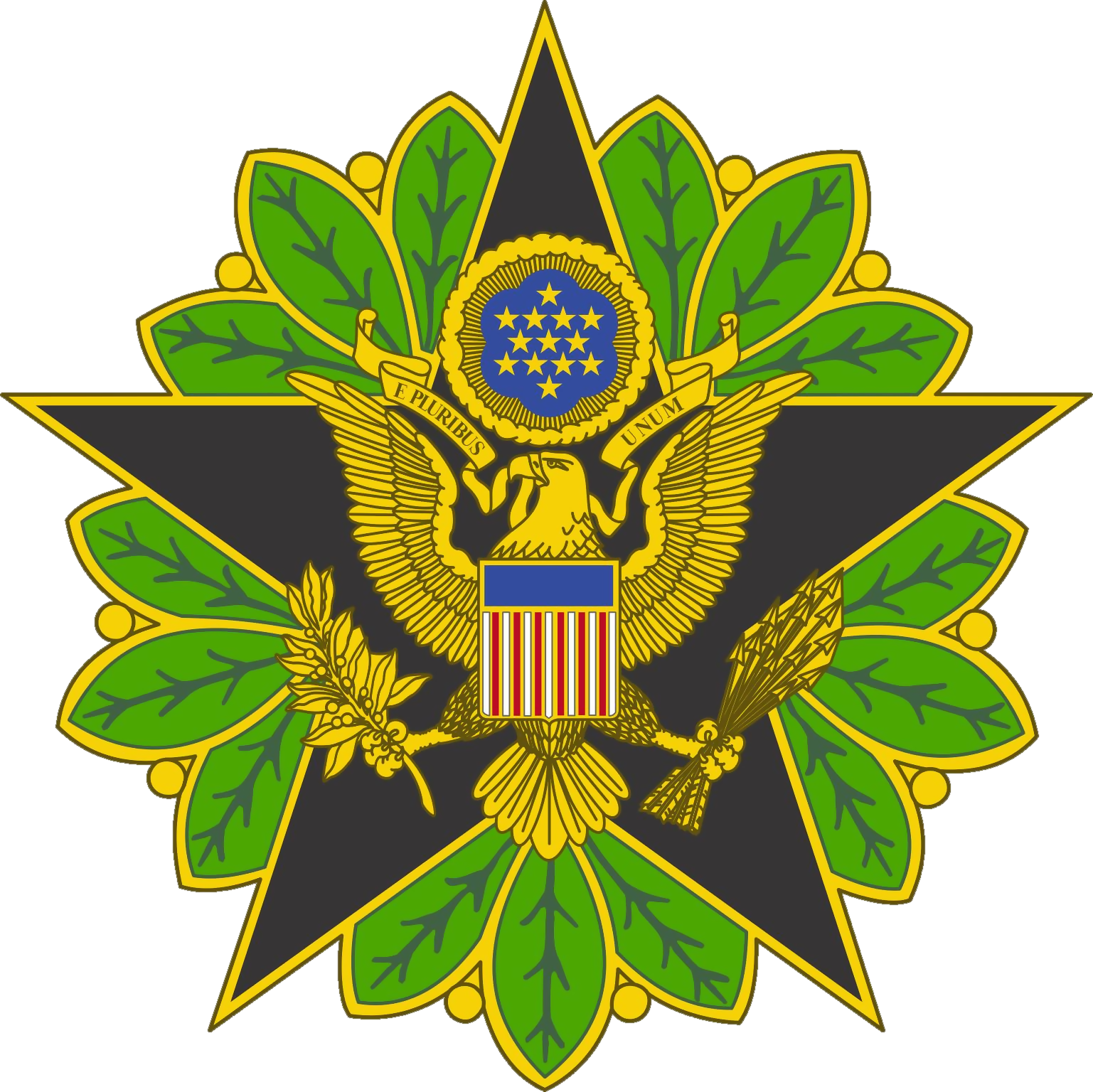
شارة هيئة أركان الجيش

يرأس هيئة الأركان رئيس أركان الجيش، وهو جنرال بأربع نجوم وهو أعلى ضابط رتبة في الجيش وعضو هيئة الأركان المشتركة للجيش. يتلقى رئيس الأركان المساعدة في إدارة هيئة الأركان من نائب رئيس أركان الجيش الأمريكي، وهو جنرال بأربع نجوم وثاني أعلى ضابط رتبة في الجيش. تنقسم هيئة الأركان العامة للجيش إلى عدة مديريات، يرأس كل منها جنرال بثلاث نجوم وهم: نائب رئيس الأركان للأفراد، الاستخبارات، العمليات، اللوجستيات،  التخطيط، الاتصالات، التدريب، المالية، والمنشآت.  
أحد المسؤولين الرئيسيين في هيئة أركان الجيش هو مدير هيئة أركان الجيش، وهو جنرال ذو ثلاث نجوم. يكون المدير مسؤولاً عن دمج ومزامنة عمل مكتب الوزير وهيئة الأركان العامة للجيش بحيث تلبي أهداف وأولويات الوزير. الشخصيات الرئيسية الأخرى في هيئة أركان الجيش هي الرقيب أول في الجيش وضابط الصف الأول في هيئة أركان الجيش وضابط الصف الرئيسي في الجيش والمحامي العام في جيش الولايات المتحدة ورئيس احتياطي الجيش والمارشال العام في جيش الولايات المتحدة والجراح العام في جيش الولايات المتحدة. كان رئيس مكتب الحرس الوطني سابقًا جزءًا من هيئة أركان الجيش، ولكن تمت ترقيته إلى رتبة أربع نجوم وعضوية في هيئة الأركان المشتركة؛ يقدم مدير الحرس الوطني للجيش ومدير الحرس الوطني الجوي (كلاهما من رتبة ثلاث نجوم) تقاريرهما إلى رئيس مكتب الحرس الوطني فيما يتعلق بالاستراتيجية والسياسة، ولكنهما يتلقيان التمويل والتوجيه الخاص بالخدمة من خدماتهما الخاصة، حيث أن لديهما سلطات قانونية مختلفة.

### قيادات الجيش وقيادات مكونات الخدمة في الجيش
| قيادات الجيش                                                                     | موقع المقر الرئيسي                   |
| -------------------------------------------------------------------------------- | ------------------------------------ |
| قيادة قوات الجيش الأمريكي                                                        | فورت ليبرتي، كارولينا الشمالية       |
| قيادة مستقبل الجيش الأمريكي                                                      | أوستن، تكساس                         |
| قيادة المعدات بالجيش الأمريكي                                                    | ريدستون أرسنال، ألاباما              |
| قيادة التدريب والعقيدة للجيش الأمريكي                                            | فورت يوستيس، فيرجينيا                |
| قيادات مكون الخدمة بالجيش                                                        | موقع المقر الرئيسي                   |
| جيش الولايات المتحدة في أوروبا                                                   | لوشيوس كلاي كاسيرن، فيسبادن، ألمانيا |
| جيش الولايات المتحدة المركزي                                                     | قاعدة شاو الجوية، كارولينا الجنوبية  |
| جيش الولايات المتحدة الشمالي                                                     | فورت سام هيوستن، تكساس               |
| جيش الولايات المتحدة في المحيط الهادئ                                            | فورت شافتر، هاواي                    |
| جيش الولايات المتحدة الجنوبي                                                     | فورت سام هيوستن، تكساس               |
| قيادة الانتشار والتوزيع السطحي                                                   | قاعدة سكوت الجوية، إلينوي            |
| القيادة السيبرانية للجيش الأمريكي                                                | فورت أيزنهاور، جورجيا                |
| قيادة الدفاع الصاروخي والفضاء للجيش الأمريكي/القيادة الاستراتيجية للجيش الأمريكي | ترسانة ريدستون، ألاباما              |
| قيادة العمليات الخاصة للجيش الأمريكي                                             | فورت ليبرتي، كارولينا الشمالية       |
| مقر القوة العملياتية                                                             | موقع المقر الرئيسي                   |
| الجيش الثامن                                                                     | معسكر همفريز، كوريا الجنوبية         |
| وحدات التقارير المباشرة                                                          | موقع المقر الرئيسي                   |
| مقبرة أرلينجتون الوطنية ومقبرة الجنود والطيارين الوطنية                          | أرلينغتون، فيرجينيا                  |
| مركز دعم المشتريات التابع للجيش الأمريكي                                         | فورت بيلفوار، فيرجينيا               |
| وكالة الموارد البشرية المدنية للجيش الأمريكي                                     | فورت بيلفوار، فيرجينيا               |
| فيلق مهندسي الجيش الأمريكي                                                       | واشنطن العاصمة                       |
| قسم التحقيقات الجنائية في جيش الولايات المتحدة                                   | كوانتيكو، فيرجينيا                   |
| قيادة الموارد البشرية للجيش الأمريكي                                             | فورت نوكس، كنتاكي                    |
| قيادة المخابرات والأمن الأمريكي                                                  | فورت بيلفوار، فيرجينيا               |
| القيادة الطبية للجيش الأمريكي                                                    | قاعدة سان أنطونيو المشتركة، تكساس    |
| المنطقة العسكرية للجيش الأمريكي في واشنطن                                        | حصن ليسلي جيه ماكنير، واشنطن العاصمة |
| قيادة الاختبار والتقييم للجيش الأمريكي                                           | ملعب أبردين للاختبار، ماريلاند       |
| كلية الحرب للجيش الأمريكي                                                        | كارلايل، بنسلفانيا                   |
| الأكاديمية العسكرية للولايات المتحدة                                             | ويست بوينت، نيويورك                  |

## فهرس
- الأمر العام للجيش رقم 2020-01: توزيع المهام والمسؤوليات داخل المقر العام لقسم الجيش تم الوصول إليه في 2021-01-22 .
- لائحة الجيش 10-87، قيادات الجيش، قيادات مكونات الخدمة في الجيش، ووحدات التقارير المباشرة ، تاريخ الولوج 2021-01-22 .

- الجيش.ميل
- وزارة الجيش في السجل الفيدرالي
- وزارة الدفاع على موقع USAspending.gov
- فهم هيكل الجيش

1. ↑  Understanding the Army Requirements Oversight Council (AROC)[6][7][8] See Joint Requirements Oversight Council